# Makrouh
Makrouh (arabe : مكروه [Makrūh]) est un terme du droit musulman désignant un acte indésirable, détestable, mais non répréhensible.
L'école de jurisprudence hanafite fut la première à introduire une nuance au sein de cette catégorie d'actes. Elle distingue en effet le makrouh tanzîhan et le makrouh tahrîman. La première catégorie désigne les actes simplement détestables, tandis que la seconde désigne les actes quasi illicites ou conjecturalement illicites. Cette subtilité reflète un principe de précaution empêchant de déclarer le caractère illicite (harām) d'une chose en l'absence d'une preuve textuelle à la fois authentique et explicite, car il s'agit d'une prérogative divine que nul ne peut s'arroger sans risquer d'être parmi ceux qui « déclarent illicite ce que Dieu a rendu licite ».

## Exemples
Sont considérés comme Makrouh, l'utilisation d'une grande quantité d'eau lors des purifications rituelles connues sous le nom de Wodzū (ablution partielle, ou de l'abdomen) et ghusl (ablution complète), la consommation d'ail, d'oignon ou de poireau avant d'aller à la mosquée ou de fréquenter d'autres personnes,,,, ou le divorce.
Les crevettes (mais seulement pour les Madh'hab) sont un exemple d'aliment considéré comme Makruh pour les musulmans des Madhhabs Hanafis. Il existe cependant des approches différentes au sein de l'école Hanafi quant à savoir si les crevettes sont considérées comme du gibier d'eau et sont donc halal. Les Hanafis pensent qu'il faut s'en abstenir et manger autre chose si possible.

## Voir également
- Mustahabb
- Fasiq
- Halal
- Haram